# Wingersheim-les-Quatre-Bans
Wingersheim-les-Quatre-Bans es una comuna nueva francesa situada en el departamento de Bajo Rin, de la región de Gran Este.

## Historia
Fue creada el 1 de enero de 2016, en aplicación de una resolución del prefecto de Bajo Rin de 15 de diciembre de 2015, y posterior corrección de 23 de diciembre de 2015, con la unión de las comunas de Gingsheim, Hohatzenheim, Mittelhausen y Wingersheim, pasando a estar el ayuntamiento en la antigua comuna de Wingersheim.

## Demografía
| Gráfica de evolución demográfica de Wingersheim-les-Quatre-Bans entre 1800 y 2013 |
|                                                                                   |

Los datos entre 1800 y 2013 son el resultado de sumar los parciales de las cuatro comunas que forman la nueva comuna de Wingersheim-les-Quatre-Bans, cuyos datos se han cogido de 1800 a 1999, para las comunas de Gingsheim, Hohatzenheim, Mittelhausen y Wingersheim de la página francesa EHESS/Cassini. Los demás datos se han cogido de la página del INSEE.

## Composición
| Comuna delegada | Código INSEE | Población (2013) | Superficie (km²) | Densidad (hab./km²) |
| --------------- | ------------ | ---------------- | ---------------- | ------------------- |
| Gingsheim       | 67108        | 334              | 3.71             | 90                  |
| Hohatzenheim    | 67207        | 207              | 2                | 104                 |
| Mittelhausen    | 67297        | 551              | 4.81             | 115                 |
| Wingersheim     | 67539        | 1173             | 8                | 147                 |